# ألبير مخيبر
ألبير مخيبر (1912 -2002)سليل عائلة أورثوذكسية، لُقّب بطبيب الفقراء، وهو من مواليد بلدة بيت مري اللبنانية، طبيب ونائب لبناني سابق، عُرف عنه معارضته للوجود العسكري السوري في لبنان.

## في النيابة والوزراة
كان ألبير مخيبر نائبا في البرلمان اللبناني منذ عام 1957، مع انقطاع بين عامي 1992 و2000. فقد فاز في انتخابات العام 1964 متحالفا مع حزب الوطنيين الأحرار (الرئيس كميل شمعون)، وفي العام 1968 فاز بمقعده النيابي بالتحالف مع النائب جميل لحود، أما في العام 1972 ميلادي فقد تحالف مع الحزب السوري القومي الإجتماعي والكتلة الوطنية. 
كما انتخب نائبا في العام 2000 ميلادي، عن دائرة قضاء المتن، ولكنه لم يكمل ولايته وتوفي بعد عامين.
ومن المناصب الكثيرة التي شغلها في حياته السياسية الطويلة منصب نائب رئيس الوزراء في حكومة الرئيس صائب سلام (1972 -1973)، ووزير دولة في حكومة الرئيس تقي الدين الصلح (1973 - 1974)، ونائب رئيس مجلس النواب اللبناني.

## في السياسة
في العام 1982 ميلادي، عارض انتخاب الرئيس بشير الجميل لرئاسة الجمهورية، وفي العام 1988 ميلادي أصر على الحضور إلى جلسة انتخاب رئيس الجمهورية رغم تهديد المليشيات آنذاك، وفي العام 2000 ميلادي، ألقى خطابا في الجلسة الأولى للبرلمان دعا فيه إلى انسحاب الجيش السوري من لبنان. أسس وترأس حزب التجمع للجمهورية، وهو من مؤسسي حزب الكتلة الوطنية المسيحي المعتدل وعارض خلال الحرب اللبنانية (1975 – 1990) سيطرة الميليشيات على المناطق المسيحية، كما عارض اتفاق القاهرة ورفض التصديق عليه. عارض اتفاق الطائف وتغيّب عن اجتماعاته ولم يصادق عليه.

## وفاته
توفي في العام 2002 عن 88 عاماً، قبل إتمام مدة نيابته فخلفه ابن أخيه غسان مخيبر.